# Girdharia
Bissetia là một chi bướm đêm thuộc họ Crambidae.